# Darren Clarke

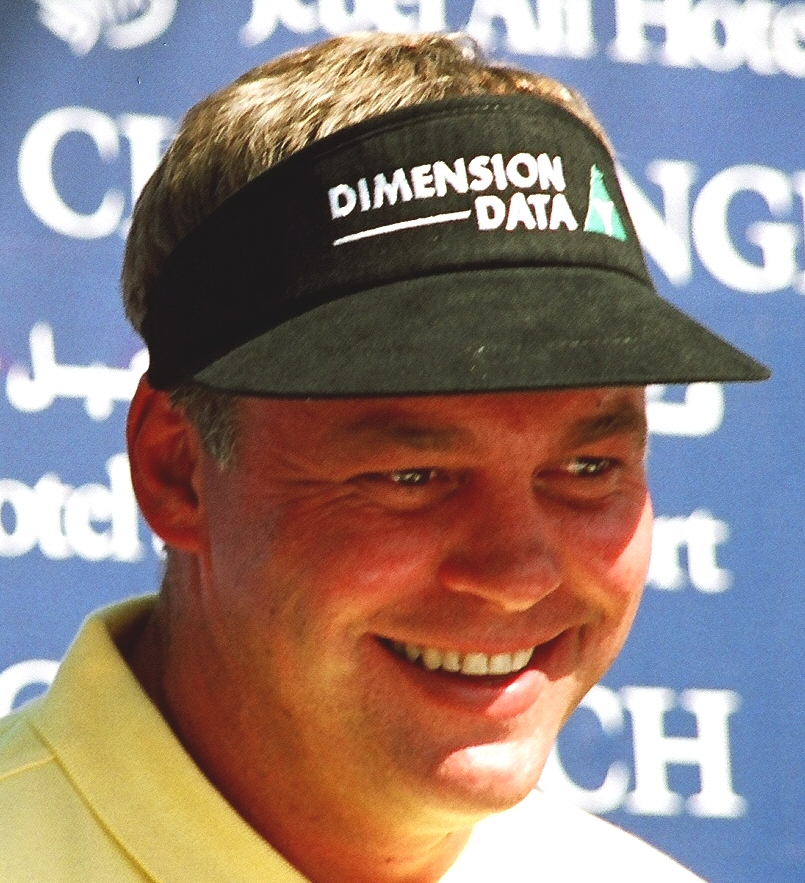
Darren Clarke

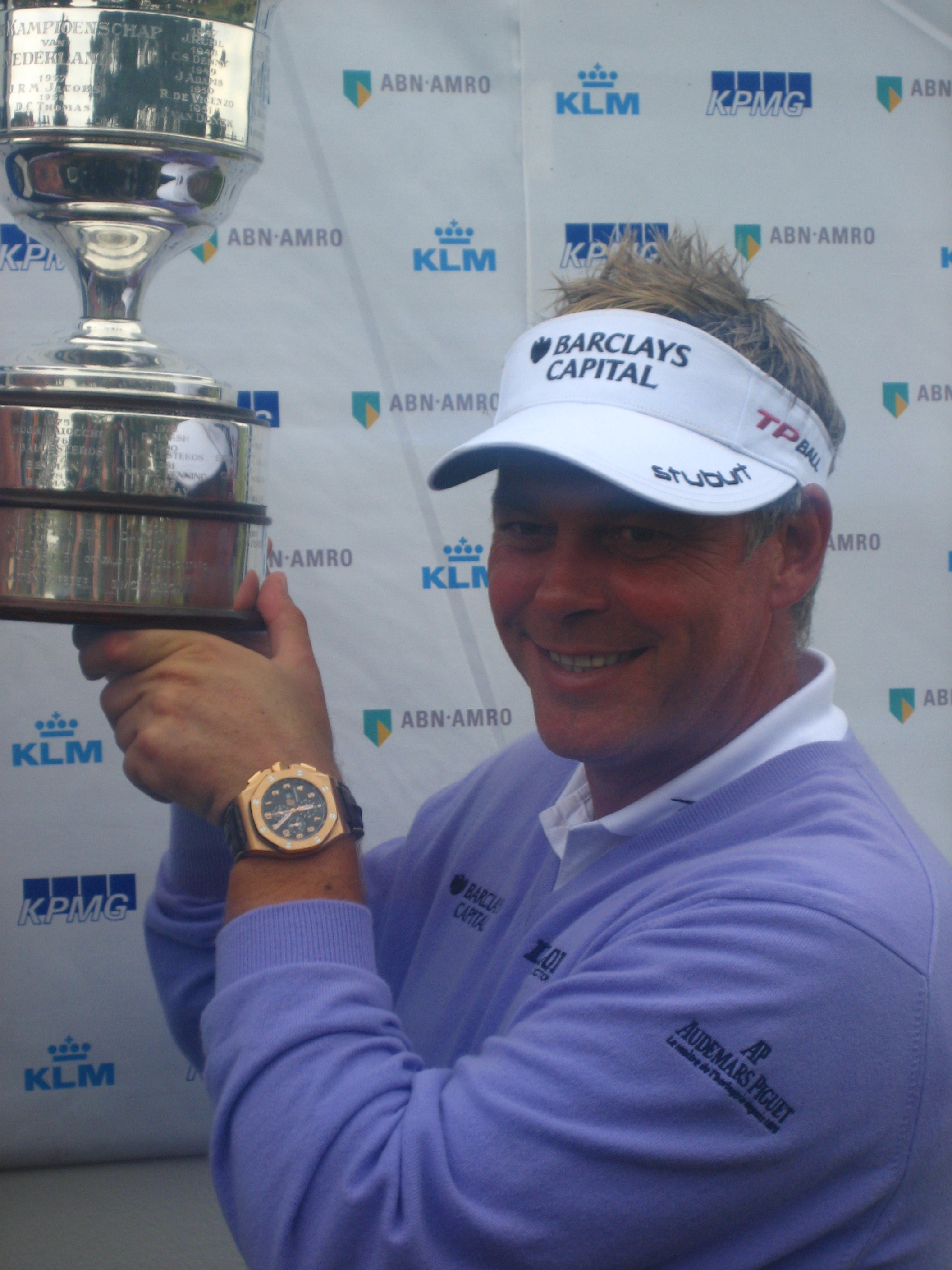
Winnaar KLM Open 2008

Darren Christopher Clarke (Dungannon, 14 augustus 1968) is een Noord-Ierse golfprofessional.

## Amateur
Na zijn middelbareschooltijd ging Clarke naar de Wake Forrest University in de Verenigde Staten en speelde aldaar in hun universiteitsteam. 

## Professional
In 1990 werd Clarke professional. In 1993 won hij zijn eerste wedstrijd op de Europese Tour: het Belgisch Open op de Royal Zoute Golf Club. Eind 1996 kwam zijn tweede overwinning: het Linde German Masters op de Berliner Golf Club. Eind april 2008 won Clarke de BMW Asian Classic door één slag voor te blijven op Robert-Jan Derksen (-8). In augustus won hij het KLM Open op de Kennemer.
| Jaar | Toernooi                               | Opmerking                             |
| ---- | -------------------------------------- | ------------------------------------- |
| 1992 | Ulster Professional Championship       | Regionaal Kampioenschap               |
| 1993 | Alfred Dunhill Belgian Open            | European Tour                         |
| 1994 | Irish National PGA Championship        | Nationaal                             |
| 1996 | Linde German Masters                   | European Tour                         |
| 1998 | Benson & Hedges International Open     | European Tour                         |
| 1998 | Volvo Masters                          | European Tour                         |
| 1999 | Compass Group English Open             | European Tour                         |
| 2000 | WGC - Matchplay                        | US PGA Tour, finale tegen Tiger Woods |
| 2000 | Compass Group English Open             | European Tour                         |
| 2001 | Smurfit European Open                  | European Tour                         |
| 2001 | Dimension Data Pro-Am, The Crowns      | Japanse Tour                          |
| 2002 | Compass Group English Open             | European Tour                         |
| 2003 | WGC NEC Invitational                   | US PGA Tour                           |
| 2003 | Benmore Developments N.Ireland Masters | Challenge Tour                        |
| 2004 | Mitsui Sumitomo VISA Taiyeiho Masters  | Japanse Tour                          |
| 2005 | Mitsui Sumitomo VISA Taiyeiho Masters  | Japanse Tour                          |
| 2008 | BMW Asian Classic                      | Tomson Shanghai Pudong GC, Shanghai   |
| 2008 | KLM Open                               | European Tour                         |
| 2011 | Iberdrola Open 2011 Pula GC            | European Tour                         |
| 2011 | The Open Championship                  | European Tour                         |

### Teams
Ian Woosnam, captain van het Ryder Cup team, gaf hem een wildcard en hij accepteerde. De Cup werd in Ierland gespeeld en hij haalde 3 van de 6 punten binnen.
- Vivendi Trophy: 2000, 2002, 2003, 2011
- Ryder Cup: 1997, 1999, 2002, 2004 en 2006